# Све ће бити океј
Све ће бити океј је песма црногорско-српског репера Сивила. Објављена је 31. марта 2021. као тринаести сингл с његовог албума Сива сриједа.
Песма се бави проблемом душевног здравља, депресије и самоубиства те повећава свест о превенцији душевних болести. Спот за ову песму је изашао 10. октобра 2021, на Међународни дан душевног здравља. Дан касније покренута је кампања о душевном здрављу коју су спровели подгорички уметник Мишо Јоксић и Сивило.

## Продукција
Песма је снимљена у Београду као део албума Сива сриједа, Сивиловог самосталног албума у којем није учествовала нити једна продуцентска кућа. Као и све песме с тог албума, прво је на јутјуб избачена песма без наслова, а слушаоци су у коментарима предлагали назив песме, а предлог са највише свиђања је победио — Све ће бити океј.

## Спот
Спот за песму је био знатно приближно два минута краћи од изворне траке јер су на траци после песме били исечци гласовних порука Сивилових драгих људи из приватног живота с циљем да се покаже колико мале ствари човеку умеју да значе (нпр. гласовна порука његове рођене сестре Неде Кркељић о песмама и буреку). Сивило се одлучио да тај спот изађе на Међународни дан душевнога здравља 2021.
Спот се завршава речима исписаним на екрану:
Ако помишљаш исто што и ја у овој пјесми, молим те потражи помоћ. Решење постоји. Ти ниси своје мисли.